# Curt Stern
Curt Stern (* 30. August 1902 in Hamburg; † 23. Oktober 1981 in Sacramento, Kalifornien) war ein deutsch-amerikanischer Genetiker.

## Leben
Curt Stern wurde in Hamburg in einer großbürgerlich deutsch-jüdischen Familie geboren. Sein Vater Barned Stern betrieb ein Unternehmen für Dental-Zubehör, die Mutter Anna war Lehrerin. Schon in seiner Kindheit entwickelte Curt ein Interesse für die Biologie, das durch seine Lehrer und seine Eltern gefördert wurde. 1920 zog die Familie nach Berlin, wo Curt Stern ein Studium der Biologie aufnahm, das er bei Max Hartmann 1923 mit einer Doktorarbeit über die Zytologie von Protozoen der Ordnung Heliozoa abschloss. Durch Vermittlung von Richard Goldschmidt, dem Abteilungsleiter für Genetik der Tiere am Kaiser-Wilhelm-Institut für Biologie in Berlin-Dahlem, erlangte er ein Rockefeller-Stipendium, das ihm einen zweijährigen Forschungsaufenthalt bei Thomas Hunt Morgan in Berkeley ermöglichte.
1932 kehrte er mit einem zweiten Rockefeller-Stipendium erneut zu Forschungszwecken nach Kalifornien zurück. 1931 heiratete er Evelyn Sommerfield, die amerikanische Staatsbürgerin war. Nach der Machtergreifung der Nationalsozialisten 1933 entschied er mit seiner Frau, nicht nach Deutschland zurückzukehren. In den Vereinigten Staaten nahm er 1939 deren Staatsbürgerschaft an. Er arbeitete bis 1947 an der University of Rochester. In den folgenden Jahren wechselte er an die University of California, Berkeley. Dort war er wie bereits zuvor Mitarbeiter von Richard Goldschmidt und wurde später Professor für Zoologie und Genetik. 1970 wurde bei ihm die Parkinson-Krankheit diagnostiziert, an deren Spätfolgen er 1981 verstarb.

## Wirken
Stern sind einige wichtige Entdeckungen in der Genetik zuzuschreiben. Erste Erfolge erzielte er bei der Erforschung des Y-Chromosoms der Taufliege. Er zeigte, dass sich auf dem Y-Chromosom mehrere Gene befinden, und beschrieb den Mechanismus der Dosiskompensation. Er fand 1931 gleichzeitig mit, aber unabhängig von Harriet B. Creighton und Barbara McClintock den ersten Beweis für Crossing-over (intrachromosomale Rekombination) von Chromosomenstücken in somatischen Zellen. Das Phänomen solcher Rekombinationen abseits der Keimbahn stellte er mit einer längeren Veröffentlichung dar.
Während des Zweiten Weltkriegs entdeckte er, dass bereits kleinste Mengen Radioaktivität genügen, um Mutationen in der DNA von Spermien der Drosophila hervorzurufen. Er schloss daraus, dass es keinen unteren Schwellenwert der Strahlendosis gibt, unter der keine Mutationen entstehen – eine fundamentale Erkenntnis, die bis heute die Verwendung von Röntgenstrahlen in der Medizin und politische Entscheidungen in der Kernforschung beeinflusst. Damit unterstützte er das LNT-Modell von Hermann Muller, der das Modell in seiner Nobelpreisrede 1946 propagierte. Der Toxikologe Edward Calabrese kritisierte später die experimentelle Ausgangslage in den Experimenten von Curt Stern, die zur Begründung diente. Danach unterstützte zwar ein erstes Experiment von Stern mit Warren Spencer 1946 die Hypothese, ein Folgeexperiment von Stern mit Ernst Caspari im selben Jahr aber nicht. Muller, dem das vor seiner Nobelrede zur Kenntnis gelangte, regte deshalb weitere Experimente an. Beide Studien wurden 1948 in der von Stern herausgegebenen Zeitschrift Genetics veröffentlicht, wobei Stern und Caspari allerdings ihre der anderen Studie widersprechenden Ergebnisse herunterspielten. Stern unternahm weitere Studien mit Delta Uphoff, von denen eine verkürzte Version 1949 in Science erschien und die vorgeblich das LNT-Modell ohne Schwellwert bestätigten. Sie mussten allerdings einräumen, dass in zwei der drei dort vorgestellten Experimente die Drosophila-Stämme ihres Kontrollversuchs ohne Strahlung ungewöhnlich niedrige Mutationsraten hatten. Vollständige Daten wurden nie veröffentlicht.
1943 wies Stern darauf hin, dass das Fundamentalgesetz der Populationsgenetik – bis dahin im englischsprachigen Raum nur dem britischen Mathematiker G. H. Hardy zugeschrieben – 1908 gleichzeitig von Hardy und von dem deutschen Arzt Wilhelm Weinberg veröffentlicht wurde. Es heißt daher heute Hardy-Weinberg-Gesetz.
Ein weiteres Arbeitsgebiet Sterns war die Genregulation. Sehr einflussreich wurde sein Lehrbuch „Grundlagen der Humangenetik“.
Curt Stern war gewähltes Mitglied in folgenden wissenschaftlichen Akademien:
- National Academy of Sciences der USA,
- American Philosophical Society (1954),[7]
- American Academy of Arts and Sciences (1959),
- Deutsche Akademie der Naturforscher Leopoldina (1965)

1950 war Stern Präsident der Genetics Society of America. Die American Society of Human Genetics zeichnete ihn 1974 mit dem William Allan Award aus und vergibt seit 2001 den nach ihm benannten Curt Stern Award. 1975 erhielt er die Gregor-Mendel-Medaille.